# Whiting (Iowa)
Whiting é uma cidade localizada no estado americano de Iowa, no Condado de Monona.

## Demografia
Segundo o censo americano de 2000, a sua população era de 707 habitantes.
Em 2006, foi estimada uma população de 750, um aumento de 43 (6.1%).

## Geografia
De acordo com o United States Census Bureau tem uma área de
2,6 km², dos quais 2,6 km² cobertos por terra e 0,0 km² cobertos por água.

## Localidades na vizinhança
O diagrama seguinte representa as localidades num raio de 20 km ao redor de Whiting.